# Artabotrys jollyanus
Espèce
Artabotrys jollyanus Pierre ex Engl. & Diels est une espèce de plantes à fleurs de la famille des Annonaceae et du genre Artabotrys. C'est une liane ligneuse originaire d'Afrique tropicale.

## Étymologie
Son épithète spécifique jollyanus rend hommage à A. Jolly qui récolta un spécimen à Dabou en Côte d'Ivoire en novembre 1897.

## Distribution
Très rare, elle a été observée sur deux aires disjointes, au Cameroun (près de Goyoum, dans la Région de l'Est) et en Côte d'Ivoire.